# Södra Dalarnes Järnväg
Södra Dalarnes Järnväg (SDJ) var en normalspårig enskild järnväg i Dalarna som kom att sträcka sig från Krylbo förbi bland annat Avesta, Hedemora, Säter, Borlänge och Leksand till Rättvik.

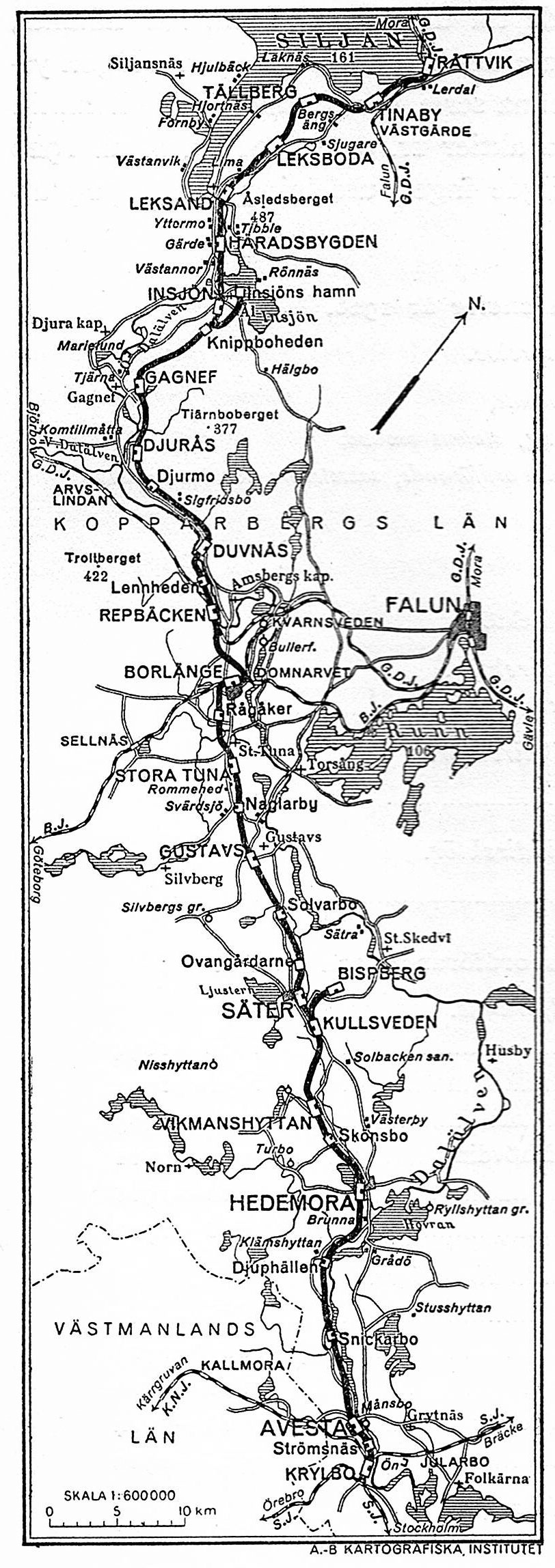
SDJ. Karta 1926.

År 1876 beviljades koncession för sträckan Strömsnäs – Borlänge, vilken 1880 ändrades till Krylbo – Borlänge och Kullsveden – Bispberg. Samma år öppnades allmän trafik på sträckorna Strömsnäs – Säter och Kullsveden – Bispberg. År 1881 öppnades allmän trafik även på sträckorna Krylbo – Strömsnäs och Säter – Borlänge. År 1912 inköptes Siljans Järnväg (BSJ, sträckan Borlänge – Insjön), vilken därefter kom att ingå i SDJ och 1914 öppnades allmän trafik på sträckan Knippboheden – Rättvik, för vilken koncession erhållits redan 1899. Samtidigt nedlades persontrafiken Knippboheden – Insjöns hamn.
Södra Dalarnes Järnväg ingick från 1914 i Trafikförvaltningen Göteborg–Stockholm–Gävle (GSG) och dess efterföljare Trafikförvaltningen Göteborg–Dalarne–Gävle (GDG). Svenska staten förvärvade aktiemajoriteten i banan 1947 varefter den överfördes till Statens Järnvägar 1948. Elektrifierad trafik öppnades på sträckan Krylbo – Borlänge 1948 och Borlänge – Rättvik (– Mora) 1978. Persontrafiken Kullsveden – Bispberg, som i huvudsak upphört 1931, nedlades helt 1934 och godstrafiken 1970, varefter denna bandel revs upp 1971.
Förutvarande Södra Dalarnes Järnväg ingår numera i Dalabanan.